# The Mamas
The Mamas so švedsko-ameriška soul in gospel skupina, ustanovljena leta 2019.

## Kariera
Skupina je poskrbela za spremljevalne vokale pri nastopu Johna Lundvika s pesmijo »Too Late for Love« na Melodifestivalen 2019 in kasneje na tekmovanju za pesem Evrovizije 2019 v Tel Avivu v Izraelu.  Nastopili so v velikem finalu dne 18. maja 2019 in končala na 5. mestu. 
Konec leta 2019 je bilo objavljeno, da bodo The Mamas (brez Paris Renite) leta 2020 samostojno sodelovale na Melodifestivalenu.  Nastopile so v prvem polfinalu dne 1. februara 2020 s pesmijo »Move« in se uvrstile v finale, ki je potekal dne 7. marca 2020 v Friends Areni v Stockholmu.  The Mamas so na izboru zmagale s skupno 137 točkami in tako pridobile pravico zastopati Švedsko na tekmovanju za pesem Evrovizije 2020 v Rotterdamu na Nizozemskem.  Tekmovanje je bilo marca 2020 odpovedano zaradi pandemije COVID-19. 
Naslednje leto so se ponovno vrnile na Melodifestivalen 2021 s pesmijo »In The Middle«. Nastopile so v četrtem polfinalu dne 27. februarja 2021 in se uvrstile v finale, ki je potekalo 13. marca 2021 na prizorišču Annexet v Stockholmu. The Mamas so na izboru končale na 3. mestu s skupno 106 točkami. 
The Mamas je maja 2021 igral na mednarodnem prazniku Švedske socialdemokratske delavske stranke.  Novembra 2021 so izdali svoj tretji EP »Want Let the Sun Go Down«.

## Člani

### Trenutni člani
- Ashley Haynes (*19. januar 1987 v Washingtonu, DC) [11]
- Loulou Lamotte (*16. april 1981 v Malmöju) [12]
- Dinah Yonas Manna (*5. september 1981 v Stockholmu) [11]

### Nekdanji člani
- Paris Renita

## Diskografija

### EPi
- »Tomorrow Is Waiting« (2020)
- »All I Want for December« (2020)
- »Won't Let the Sun Go Down« (2021)

### Pesmi
- »When You Wish Upon a Star« (2019)
- »Move« (2020)
- »Let It Be« (2020)
- »Touch the Sky« (2020)
- »A Christmas Night to Remember« (2020)
- »In the Middle« (2021)
- »Itsy Bitsy Teenie Weenie Yellow Polka Dot Bikini« (2021)
- »Sun Goes Down« (2021)
- »Say So« (skupaj s Ash Haynes) (2021)
- »Just a Little« (skupaj s Dinah Yonas Manna) (2021)
- »Don't Kill the Groove« (skupaj s LouLou Lamotte) (2021)